# Jan Kerekjarto
Jan Kerekjarto (ur. 20 września 1834 w Lipie, zm. 31 stycznia 1898 w Stanisławowie) – nauczyciel.

## Życiorys
Urodził się 20 września 1834. Był pochodzenia węgierskiego (słowo kerékjártó oznacza kołodziej). Był synem osiadłego w Galicji Michała Kerekjarty (ur. w rodzinie mieszczańskiej w Kaschau, który kształcił się na Wydziale Teologicznym Uniwersytetu w Ungwarze, potem w Przemyślu, wyświęcony na kapłana greckokatolickiego, administrator, a po dwóch latach proboszcz parafii przy cerkwi w Lipie, zm. 1875) i Anny z domu Konstkiej (zm. 1869). Miał rodzeństwo: starszych Emilię (żona ks. Stefana Dobrzańskiego z Rogoźna), Dionizy (adiunkt sądowy w Śniatynie, zm. przed 1898) oraz młodszych Melanię (żona poborcy podatkowego Lachmunda z Rawy, zm. 1898), Antoni (nadinspektor i szef ruchu przy kolei państwowej we Lwowie, zm. 1895), Helena (żona nadpoborcy podatkowego w Rzeszowie, Pohoreckiego), Józefa (dyrektor C. K. Seminarium Nauczycielskiego w Samborze), Michała (c. k. starosta powiatu bocheńskiego i powiatu borszczowskiego).
Wychowywał się w Lipie. Uczył się w szkole i w gimnazjum w Przemyślu, gdzie zdał egzamin dojrzałości w 1853. Od 1853 do 1857 studiował na Wydziale Filozoficznym Uniwersytetu Lwowskiego kierunek matematyczno-przyrodniczy, uzyskując absolutorium. 28 października 1858 zdał egzamin uprawniający do nauczania w gimnazjum matematyki i fizyki w języku wykładowym niemieckim i polskim. Od 12 lutego 1858 odbywał suplenturę przy C. K. Gimnazjum Akademickim we Lwowie. 30 kwietnia 1889 był prowizorycznym nauczycielem tamże. 22 września 1859 w tym samym charakterze został przeniesiony do Stanisławowa. 20 września 1862 ponownie został przydzielony do C. K. Gimnazjum Akademickiego we Lwowie. 20 sierpnia 1865 otrzymał stabilizację. 5 listopada 1871 został mianowany prowizorycznym kierownikiem C. K. Gimnazjum w Samborze, a 23 czerwca 1872 mianowany rzeczywistym dyrektorem. 14 września 1874 został dyrektorem Gimnazjum w Drohobyczu. 21 grudnia 1878 został mianowany dyrektorem C. K. Gimnazjum w Stanisławowie i pozostawał nim do końca życia.
4 listopada 1865 ożenił się ze Stefanią Hermanowicz (córka Józefa, kontrolera podatkowego z Jaworowa; siostra Juliana Hermanowicza, sekretarz rady przy sądzie obwodowym we Lwowie). Miał troje dzieci: Eugeniusza (urzędnik C. K. Dyrekcji Skarbu we Lwowie), Tadeusza, a trzecie dziecko zmarło w dzieciństwie we Lwowie. Jan Kerekjarto był wyznania greckokatolickiego i narodowości rusińskiej. Zmarł 31 stycznia 1898 w kancelarii gimnazjalnej w Stanisławowie po zakończeniu dnia pracy. Został pochowany w Stanisławowie 3 lutego 1898.

## Odznaczenia
- Kawaler Orderu Franciszka Józefa (23 lutego 1892)[1]
- Pro Ecclesia et Pontifice (30 grudnia 1888)[1]